# Testón

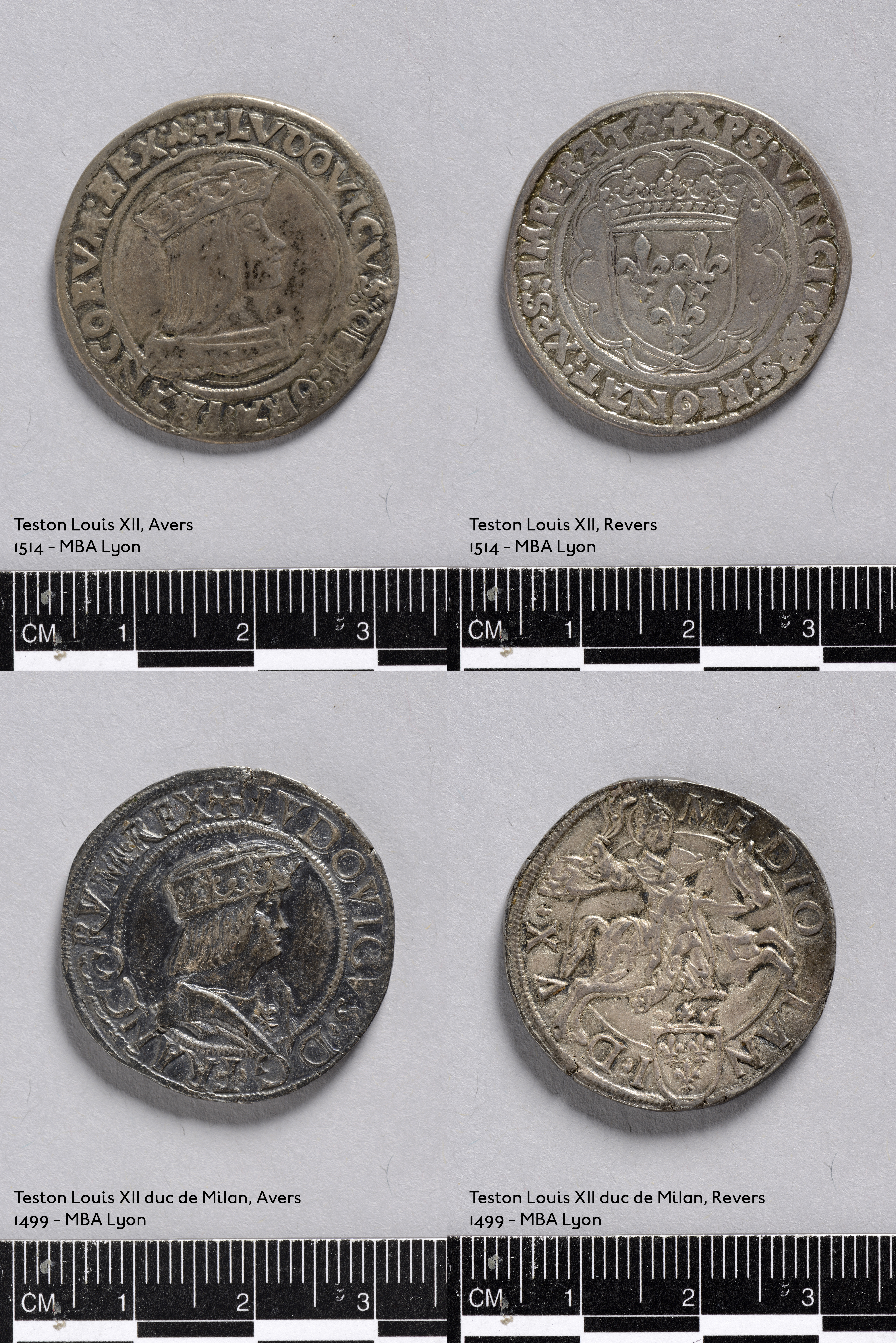
Testones de Luis XII, anverso y reverso, 1499 y 1514, Museo de Bellas Artes de Lyon.

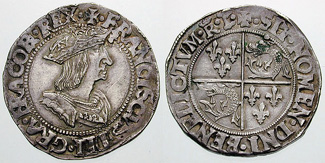
Testón de Francisco I dicho del Delfinado que pesa 9.32 gramos (alrededor de 1540).

El testón es una antigua moneda francesa de plata creada por Luis XII por orden de 6 de abril de 1514 y confirmado con Francisco I por la ordenanza de 1540. El testón es la primera moneda pesada de plata acuñada en Francia.

## Descripción
Según el lexicógrafo Richelet, el testón es una moneda de plata que equivale a diez sueldos y algunos dineros y cuya particularidad es presentar en uno de sus lados el retrato del soberano, de ahí su nombre (del italiano testone que significa "cabeza"). Su peso es de 9,54 g y fueron acuñados también medio testones.
Los primeros testones fueron acuñados en 1450 a Milán por los Sforza que restablecieron así el uso iniciado por la Roma antigua de hacer figurar el retrato del soberano sobre la moneda. Resultando duque de Milán en 1504, Luis XII se reapropió este uso para las monedas francesas, mientras que los testones milaneses circularon en Provenza y en el Delfinado. Por un real provisión de 30 de marzo de 1524 dictada por el virrey de Navarra, se conoce que «los testones franceses de Francisco I llamados milaneses, con efigie en anverso y tres flores de lis en reverso», valían cada uno once tarjas.
Los testones fueron acuñados bajo Enrique II, Carlos IX (donde su curso se elevó a 14 sueldos) y Enrique III, quien suspendió su producción en 1577 para reemplazarlos con cuartos y octavos de escudo pero también francos en plata. Fueron desmonetizados bajo Luis XIII en 1641, siendo entonces su curso equivalente a 19,5 sueldos.
Fueron acuñados testones en Lorena, Suiza, Ducado de Saboya, Portugal, Brasil, Escocia, etc.